# 대동학원
대동학원(大同學院)은 만주국 소관의 국립학교로서, 이 나라의 관리를 양성, 재교육할 목적으로 설립되었다.
1932년 1월 만주국 자치지도부로서 신경시(新京市)에 설치되었다. 후에, 자정국훈련소(資政局訓練所)라 개칭되었고 이어 1932년 7월에는 대동학원이라고 개칭되었다. 1932년 10월에 제1기생이 졸업하였고 1943년에 연구소가 설치되었으며 1945년 8월 일본의 패전에 따라 해산되고 제19기생이 졸업하였다. 1946년 10월 중화민국에 접수되어 국립 장춘대학에 합병되었다. 1949년 중화인민공화국 성립에 따라 폐교되었다.

## 주요 출신자
| 이름   | 생년   | 입학/졸업            | 직업          |
| ------ | ------ | -------------------- | ------------- |
| 최규하 | 1919년 | 1943년 정치행정 전공 | 대통령        |
| 박윤원 | 1908년 | ?                    | 국회의원      |
| 고재필 | 1913년 | ?                    | 국회의원,장관 |
| 이충환 | 1917년 | ?                    | 국회의원      |